# Cabuyaro
Cabuyaro é um município da Colômbia, localizado no departamento de Meta.